# Franz (Pommern)

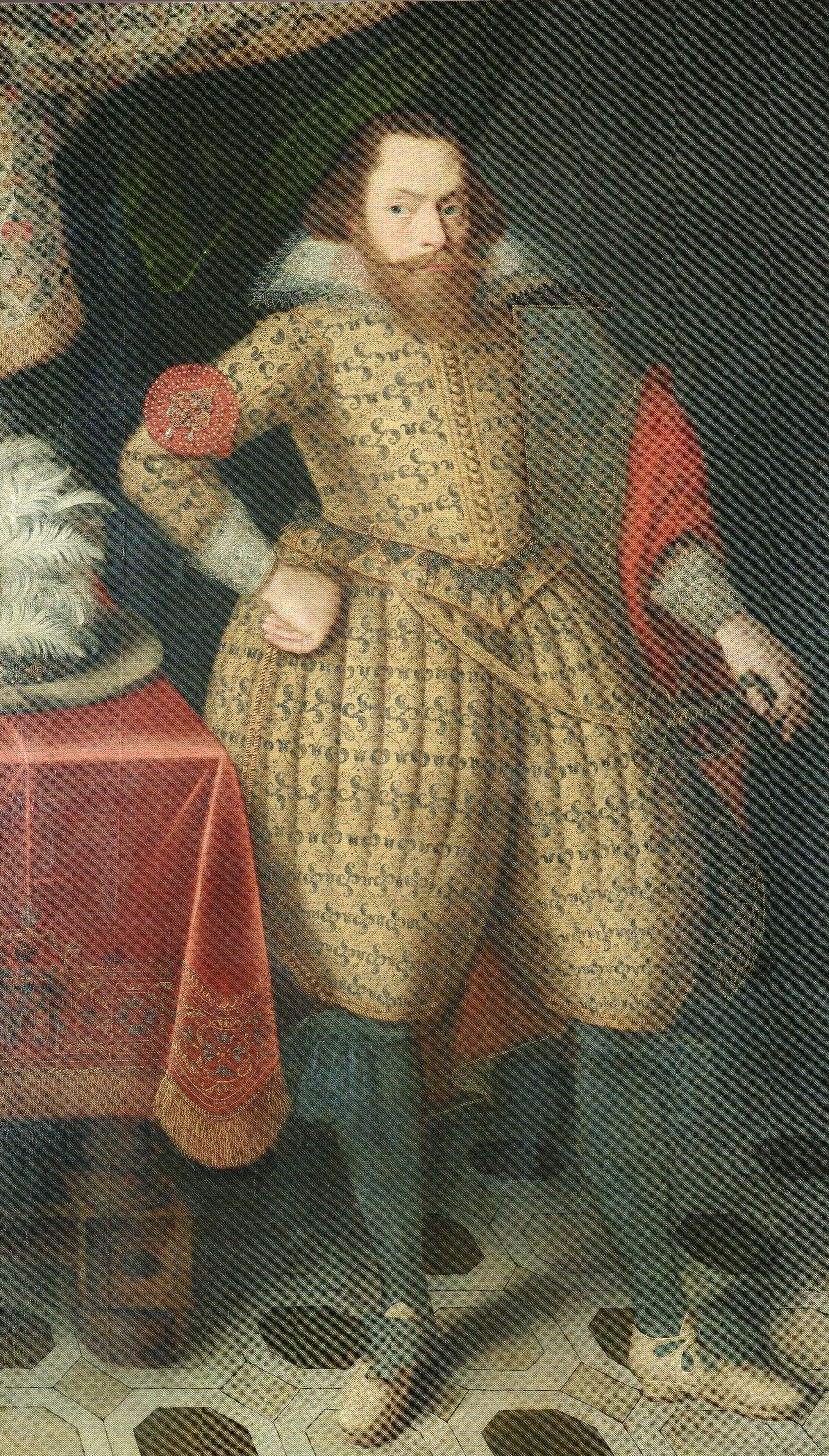
Herzog Franz von Pommern

Franz von Pommern (* 24. März 1577 in Barth; † 27. November 1620 in Stettin), in der älteren Literatur mitunter auch als Franz I. von Pommern bezeichnet, war Herzog von Pommern-Stettin und Bischof von Cammin.

## Leben

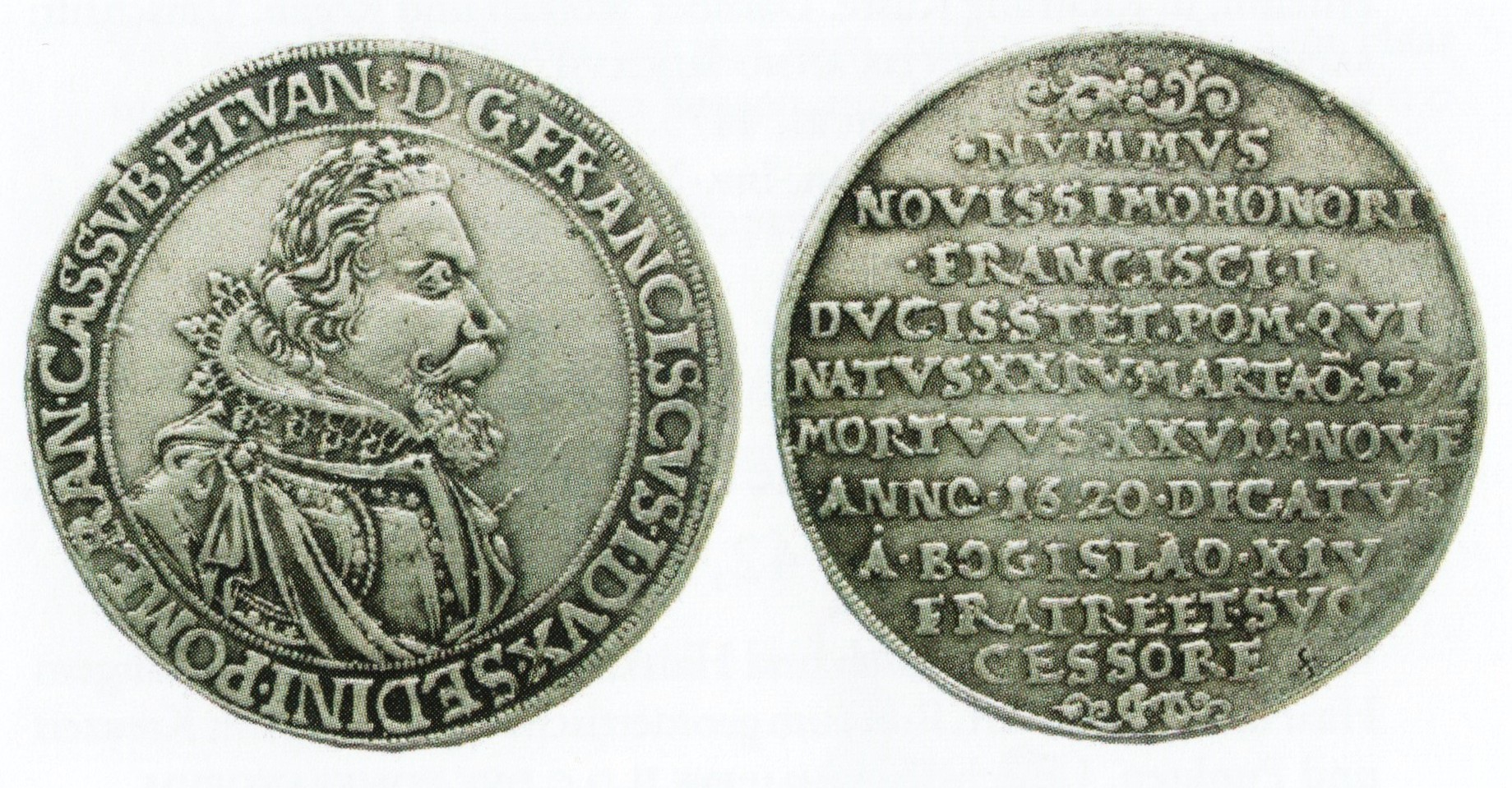
Reichstaler zum Tod von Herzog Franz von Pommern, 1620

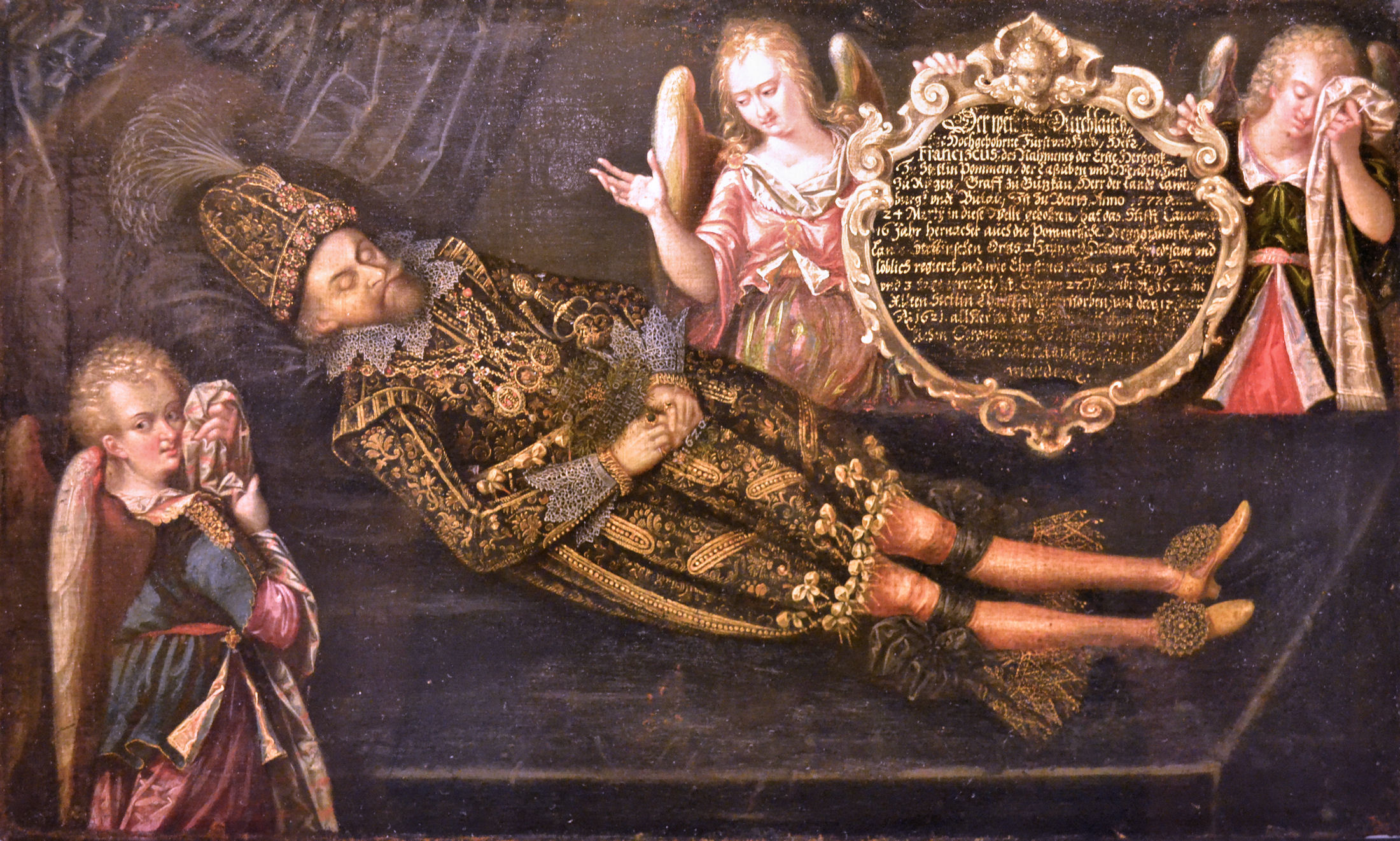
Herzog Franz auf dem Totenbett, 1620

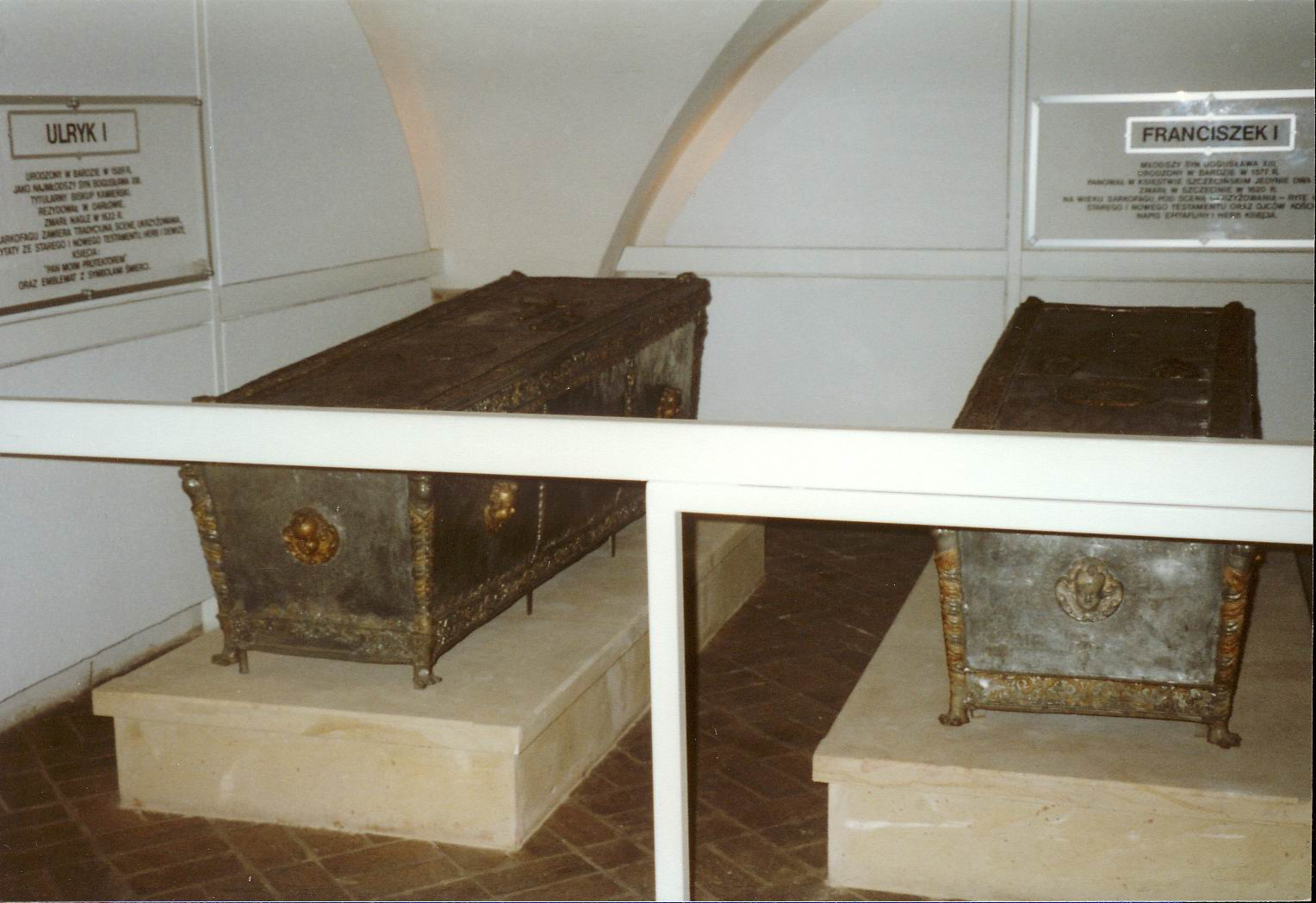
Särge der pommerschen Herzöge Franz und Ulrich

Franz war der Sohn des Herzogs Bogislaw XIII. und dessen erster Ehefrau Klara von Braunschweig-Lüneburg. Er erhielt auf Betreiben seines Vaters die bestmögliche Ausbildung und ließ früh erkennen, dass seine Interessen zu Rittertum und militärischen Angelegenheiten tendierten. Seine Pläne, an den kursächsischen Hof zu gehen, wurden aber durch Johann Friedrich verhindert, der ihn ins Bistum Cammin holte. Im Jahre 1592 zum Koadjutor des Bistums ernannt, nahm er 1593 an der Nationalsynode teil. 1594 führte ihn eine Reise nach Wien und Ungarn. Unter dem späteren Erzherzog  Matthias von Österreich nahm er an der Belagerung der Festung Gran teil. Anschließend ging er nach Italien und kehrte 1596 nach Pommern zurück.
Nachdem sein Onkel Kasimir auf das Bistum Cammin verzichtet hatte, wurde er 1602 nach vorangegangener Wahl in der Domkirche von Cammin als Bischof eingesetzt. Seine Residenz wurde Köslin, wo er das Schloss entsprechend ausstatten ließ.
Als ihm 1604 der König von Schweden im Schwedisch-Polnischen Krieg das Oberkommando über 1000 Berittene und 3000 Mann Fußtruppen anbot, musste er dies im Hinblick auf die Neutralität Pommerns ablehnen.
1607 unternahm er erneut eine Reise. Diese führte ihn zunächst nach Prag und von dort über die Schweiz nach Frankreich bis zur Grenze Spaniens. Über England, Schottland und die Niederlande kehrte er zurück. Zur Sicherung der Grenzen seines Bistums stellte er 1614 eine kleine militärische Truppe auf. Nachdem sein Bruder Philipp II. 1618 ohne Nachkommen gestorben war, folgte er diesem in der Regierung von Pommern-Stettin. Das Amt des Bischofs von Cammin ging an seinen Bruder Ulrich.
Seine Bemühungen, die Verteidigungsfähigkeit Pommerns zu stärken, blieben wegen des Widerstands der Stände weitgehend erfolglos. Diese lehnten die Forderung ab, das Stettiner Zeughaus mit Waffen und Ausrüstungsgegenständen zu versehen, und verweigerten ebenso eine im November 1619 bei Pützerlin ausgeschriebene Musterung.
Die wissenschaftlichen Interessen seines Vorgängers Philipp II. teilte er nicht. Arbeiten an geographischen oder landeshistorischen Werken wie der Pomeranographia des Valentin von Winther fanden bei ihm wenig Unterstützung. Intensiv widmete er sich dagegen den Regierungsangelegenheiten und der Stadt Stettin. Zu unterzeichnende Schriftstücke wurden von ihm stets eingehend überprüft. Wegen seiner leutseligen und gütigen Art war er im Volk sehr beliebt.
In die Amtszeit von Herzog Franz fällt der Hexenprozess gegen die 70-jährige Sidonia von Borcke aus dem Kloster Marienfließ. Sie wurde beschuldigt, den frühen Tod der Herzöge Philipp II. und Georg sowie die Kinderlosigkeit der übrigen Söhne Bogislaws XIII. durch Hexerei herbeigeführt zu haben. Die Angeklagte wurde schließlich am 1. September 1620 zum Tode verurteilt und Ende des Monats hingerichtet. Weniger als zwei Monate später erkrankte Herzog Franz, der am Morgen noch gesund war, nach dem Mittagessen und verstarb wenige Tage später. Seine 1610 mit Sophie von Sachsen (Tochter des Kurfürsten Christian I.) geschlossene Ehe blieb kinderlos.